# Да разлаем кучетата
„Да разлаем кучетата“ (на английски: Wag the Dog) е американска комедия от 1997 г. на режисьора Бари Левинсън. Сценарият, написан от Халари Хенкин и Дейвид Мамет, е базиран на романа „American Hero“ на Лари Бейнхарт.

## Актьорски състав
| Актьор             | Роля                |
| ------------------ | ------------------- |
| Дъстин Хофман      | Стенли Мотс         |
| Робърт Де Ниро     | Конрад Брийн        |
| Ан Хейш            | Уинифред Еймс       |
| Денис Лиъри        | Фад Кинг            |
| Уили Нелсън        | Джони Дийн          |
| Андреа Мартин      | Лиз Бъцки           |
| Кирстен Дънст      | Трейси Лайм         |
| Уилям Мейси        | агент Чарлз Йънг    |
| Джон Майкъл Хигинс | Джон Леви           |
| Сузи Плаксън       | Грейс               |
| Уди Харелсън       | сержант Уилям Шуман |

## Награди и номинации
| Категория                                                 | Номиниран(и)                         | Резултат                |
| Оскар (23 март 1998 г.)                                   | Оскар (23 март 1998 г.)              | Оскар (23 март 1998 г.) |
| --------------------------------------------------------- | ------------------------------------ | ----------------------- |
| Най-добър адаптиран сценарий                              | Халари Хенкин и Дейвид Мамет         | номинация               |
| Най-добра мъжка роля                                      | Дъстин Хофман                        | номинация               |
| Награда на БАФТА (11 април 1999 г.)                       |                                      |                         |
| Най-добър адаптиран сценарий                              | Халари Хенкин и Дейвид Мамет         | номинация               |
| Златен глобус (18 януари 1998 г.)                         |                                      |                         |
| Най-добър филм – мюзикъл или комедия                      | Най-добър филм – мюзикъл или комедия | номинация               |
| Най-добър сценарий                                        | Халари Хенкин и Дейвид Мамет         | номинация               |
| Най-добър актьор в мюзикъл или комедия                    | Дъстин Хофман                        | номинация               |
| Сателит (22 февруари 1998 г.)                             |                                      |                         |
| Най-добър актьор в мюзикъл или комедия                    | Дъстин Хофман                        | номинация               |
| Най-добра актриса в поддържаща роля в мюзикъл или комедия | Ан Хечи                              | номинация               |